# Дубровский, Дмитрий Георгиевич
Дми́трий Гео́ргиевич Дубро́вский (1904 — 1962, Москва) — советский военный, государственный и политический деятель, генерал-лейтенант.

## Биография
Родился 8 (21) февраля 1904 года в деревне Граддор Шошкинской волости Усть-Сысольского уезда Вологодской губернии (ныне Сыктывдинского района Республики Коми) в семье зажиточного крестьянина.
После окончания церковно-приходской школы в 1914 году он ушел на заработки в г. Усть-Сысольск, нанялся работать в пекарню. Затем, до февраля 1917 года, работал на складе у купца-предпринимателя Кузьбожева. После Февральской революции возвратился в родную деревню и до конца 1919 года работал у местных кулаков, работал в хозяйстве отца.
В августе 1921 года добровольно вступил в Красную Армию и был направлен для обучения на 73-е Новгородские пехотные курсы, а когда они были расформированы,  переведен в 1-ю Ленинградскую пехотную школу, которую окончил в 1925 году. С сентября 1925 года — командир взвода 62-го Новороссийского стрелкового полка. В 1928 году окончил Ленинградские военно-политические курсы имени Энгельса. Для прохождения дальнейшей службы был направлен на Дальний Восток. С июля 1928 по 1931 год - политрук роты, секретарь партбюро 2-го Нерчинского стрелкового полка.
Член ВКП(б) с 1926 года.
Более 8 лет Д.Г. Дубровский служил на Дальнем Востоке. Был военным комиссаром отдельной роты связи, секретарем партбюро отдельного батальона связи, секретарем партбюро отдельного артдивизиона резерва Главного Командования. С января 1935 года - военком 7-го отдельного радиодивизиона Приморской группы войск ОКДВА.
С мая 1936 года - слушатель Военно-политической академии имени В.И. Ленина. С февраля 1938 года - военком 32-й стрелковой дивизии. С января по август 1939 года - военком 1-й Московской стрелковой дивизии. С августа по сентябрь 1939 года - военком 21-го стрелкового корпуса МВО. С 9 сентября 1939 года - член Военного совета 10-й армии.
Великая Отечественная война
На начало войны находился в прежней должности.
23 июля 1941 года был тяжело ранен в районе р. Березина (Белоруссия). Проходил лечение в 1-м Московском коммунистическом госпитале. После выздоровления 2 ноября 1941 года был назначен членом Военного совета 28-й армии, которая формировалась в г. Ярославль.
С 28 декабря 1941 года - член Военного совета 61-й армии.
Послевоенная карьера
9 июля 1945 года 61-я армия была расформирована. С 9 июля 1945 по 12 декабря 1947 года - заместитель начальника Управления советской военной администрации в Германии федеральной земли Саксония по вопросам гражданского управления, с 12 декабря 1947 по ноябрь 1949 года - начальник Управления советской военной администрации в Германии по федеральной земле Саксония. С ноября 1949 по июль 1950 года - председатель Советской контрольной комиссии по земле Саксония. Историк Норман Наймарк отмечает, что «Д. Г. Дубровский в земле Саксония сдерживал коммунистов, поддерживал демократических политиков, и защищал местные предприятия и учреждения от чрезмерно усердных социалистических активистов» С 8 июля 1950 по 20 июня 1955 года - член Военного совета Белорусского военного округа.
В отставке с 10 декабря 1955 года.
Избирался депутатом Верховного Совета Белорусской ССР 3-го и 4-го созывов. Делегат XVIII съезда ВКП(б).
Умер 26 декабря 1962 года в Москве. Похоронен на Новодевичьем кладбище.
Воинские звания
Бригадный комиссар (09.09.1939);
Дивизионный комиссар (19.06.1940);
Генерал-майор (06.12.1942);
Генерал-лейтенант (11.05.1949).